# Periaeschna flinti
Periaeschna flinti är en trollsländeart. Periaeschna flinti ingår i släktet Periaeschna och familjen mosaiktrollsländor. IUCN kategoriserar arten globalt som livskraftig.

## Underarter
Arten delas in i följande underarter:
- P. f. assamensis
- P. f. flinti